# Zwartbrauwbuulbuul
De zwartbrauwbuulbuul (Arizelocichla fusciceps; synoniem: Andropadus fusciceps) is een zangvogel uit de familie Pycnonotidae (buulbuuls).

## Verspreiding en leefgebied
Deze soort komt voor in de bergen van zuidwestelijk Tanzania, noordoostelijk Zambia, Malawi en westelijk-centraal Mozambique.

## Status
De grootte van de populatie is niet gekwantificeerd maar de soort wordt omschreven als algemeen tot zeer algemeen. Op de Rode lijst van de IUCN heeft deze soort de status niet bedreigd.